# Amtsbezirk Spitz
Der Amtsbezirk Spitz war eine Verwaltungseinheit im Waldviertel in Niederösterreich.
Der Amtsbezirk war der Kreisbehörde in Krems an der Donau unterstellt und besorgte deren Amtsgeschäfte vor Ort. Die Zuständigkeit erstreckte sich neben Spitz auf die damaligen Gemeinden Aggsbach, Els, Elsarn, Emmersdorf, Gossam, Gschwendt, Gut am Steg, Habruck, Großheinrichschlag, Hofamt, Joching, Laach, Lobendorf, Marbach, Mödelsdorf, Mühldorf, Nonnersdorf, Rantenberg, Trandorf, Weißenkirchen, Wösendorf und Zintring.
Der Amtsbezirk umfasste dabei 23 Gemeinden mit 10.084 Einwohnern (lt. Zählung von 1851).